# Список астероїдів (128001—128100)
| Назва                               | Тимчасове позначення | Дата відкриття | Місце відкриття             | Відкривач                  |
| ----------------------------------- | -------------------- | -------------- | --------------------------- | -------------------------- |
| (128001) 2003 HV51                  | 2003 HV51            | 30 квітня 2003 | Обсерваторія Кітт-Пік       | Spacewatch                 |
| (128002) 2003 HU52                  | 2003 HU52            | 29 квітня 2003 | Станція Андерсон-Меса       | LONEOS                     |
| (128003) 2003 HM53                  | 2003 HM53            | 27 квітня 2003 | Станція Андерсон-Меса       | LONEOS                     |
| (128004) 2003 HY53                  | 2003 HY53            | 23 квітня 2003 | Обсерваторія Берґіш-Ґладбах | Вольф Бікель               |
| (128005) 2003 HH54                  | 2003 HH54            | 24 квітня 2003 | Станція Андерсон-Меса       | LONEOS                     |
| (128006) 2003 HG55                  | 2003 HG55            | 25 квітня 2003 | Обсерваторія Кітт-Пік       | Spacewatch                 |
| (128007) 2003 HS55                  | 2003 HS55            | 29 квітня 2003 | Сокорро (Нью-Мексико)       | LINEAR                     |
| (128008) 2003 JQ1                   | 2003 JQ1             | 1 травня 2003  | Сокорро (Нью-Мексико)       | LINEAR                     |
| (128009) 2003 JP6                   | 2003 JP6             | 1 травня 2003  | Сокорро (Нью-Мексико)       | LINEAR                     |
| (128010) 2003 JY7                   | 2003 JY7             | 2 травня 2003  | Сокорро (Нью-Мексико)       | LINEAR                     |
| (128011) 2003 JK8                   | 2003 JK8             | 2 травня 2003  | Сокорро (Нью-Мексико)       | LINEAR                     |
| (128012) 2003 JV9                   | 2003 JV9             | 3 травня 2003  | Обсерваторія Кітт-Пік       | Spacewatch                 |
| (128013) 2003 JO10                  | 2003 JO10            | 2 травня 2003  | Обсерваторія Кітт-Пік       | Spacewatch                 |
| (128014) 2003 JR10                  | 2003 JR10            | 2 травня 2003  | Обсерваторія Галеакала      | NEAT                       |
| (128015) 2003 JR11                  | 2003 JR11            | 2 травня 2003  | Сокорро (Нью-Мексико)       | LINEAR                     |
| (128016) 2003 JK13                  | 2003 JK13            | 6 травня 2003  | Каталінський огляд          | Каталінський огляд         |
| (128017) 2003 JL13                  | 2003 JL13            | 6 травня 2003  | Обсерваторія Кітт-Пік       | Spacewatch                 |
| (128018) 2003 JA14                  | 2003 JA14            | 7 травня 2003  | Каталінський огляд          | Каталінський огляд         |
| (128019) 2003 JB15                  | 2003 JB15            | 5 травня 2003  | Обсерваторія Кітт-Пік       | Spacewatch                 |
| (128020) 2003 JK16                  | 2003 JK16            | 8 травня 2003  | Сокорро (Нью-Мексико)       | LINEAR                     |
| (128021) 2003 JN17                  | 2003 JN17            | 10 травня 2003 | Обсерваторія Кітт-Пік       | Spacewatch                 |
| (128022) 2003 JV17                  | 2003 JV17            | 2 травня 2003  | Каталінський огляд          | Каталінський огляд         |
| (128023) 2003 KE                    | 2003 KE              | 20 травня 2003 | Станція Андерсон-Меса       | LONEOS                     |
| (128024) 2003 KH                    | 2003 KH              | 20 травня 2003 | Станція Андерсон-Меса       | LONEOS                     |
| (128025) 2003 KK                    | 2003 KK              | 20 травня 2003 | Обсерваторія Галеакала      | NEAT                       |
| (128026) 2003 KE1                   | 2003 KE1             | 22 травня 2003 | Обсерваторія Тенаґра        | Обсерваторія Тенаґра-2     |
| (128027) 2003 KT3                   | 2003 KT3             | 22 травня 2003 | Обсерваторія Ріді-Крик      | Джон Бротон                |
| (128028) 2003 KM5                   | 2003 KM5             | 22 травня 2003 | Обсерваторія Кітт-Пік       | Spacewatch                 |
| (128029) 2003 KV7                   | 2003 KV7             | 23 травня 2003 | Нашвілл                     | Рой Клінґан                |
| (128030) 2003 KK14                  | 2003 KK14            | 25 травня 2003 | Обсерваторія Кітт-Пік       | Spacewatch                 |
| (128031) 2003 KM14                  | 2003 KM14            | 25 травня 2003 | Станція Андерсон-Меса       | LONEOS                     |
| (128032) 2003 KW17                  | 2003 KW17            | 27 травня 2003 | Обсерваторія Галеакала      | NEAT                       |
| (128033) 2003 KX17                  | 2003 KX17            | 27 травня 2003 | Обсерваторія Галеакала      | NEAT                       |
| (128034) 2003 KB18                  | 2003 KB18            | 27 травня 2003 | Обсерваторія Галеакала      | NEAT                       |
| (128035) 2003 KK18                  | 2003 KK18            | 29 травня 2003 | Сокорро (Нью-Мексико)       | LINEAR                     |
| 128036 Рафаельнадаль (Rafaelnadal)  | 2003 KM18            | 28 травня 2003 | Обсерваторія Мальорки       | Обсерваторія Мальорки      |
| (128037) 2003 KU18                  | 2003 KU18            | 26 травня 2003 | Обсерваторія Ріді-Крик      | Джон Бротон                |
| (128038) 2003 KK23                  | 2003 KK23            | 30 травня 2003 | Обсерваторія Серро Тололо   | Марк Буї                   |
| (128039) 2003 KC35                  | 2003 KC35            | 29 травня 2003 | Сокорро (Нью-Мексико)       | LINEAR                     |
| (128040) 2003 KR35                  | 2003 KR35            | 30 травня 2003 | Сокорро (Нью-Мексико)       | LINEAR                     |
| (128041) 2003 KG36                  | 2003 KG36            | 30 травня 2003 | Сокорро (Нью-Мексико)       | LINEAR                     |
| (128042) 2003 LU                    | 2003 LU              | 2 червня 2003  | Обсерваторія Кітт-Пік       | Spacewatch                 |
| (128043) 2003 LN1                   | 2003 LN1             | 2 червня 2003  | Обсерваторія Кітт-Пік       | Spacewatch                 |
| (128044) 2003 LA3                   | 2003 LA3             | 1 червня 2003  | Обсерваторія Кітт-Пік       | Spacewatch                 |
| (128045) 2003 LH6                   | 2003 LH6             | 6 червня 2003  | Обсерваторія Ріді-Крик      | Джон Бротон                |
| (128046) 2003 MY1                   | 2003 MY1             | 23 червня 2003 | Станція Андерсон-Меса       | LONEOS                     |
| (128047) 2003 MC2                   | 2003 MC2             | 21 червня 2003 | Станція Андерсон-Меса       | LONEOS                     |
| (128048) 2003 MG3                   | 2003 MG3             | 25 червня 2003 | Сокорро (Нью-Мексико)       | LINEAR                     |
| (128049) 2003 MA6                   | 2003 MA6             | 26 червня 2003 | Сокорро (Нью-Мексико)       | LINEAR                     |
| (128050) 2003 MJ6                   | 2003 MJ6             | 26 червня 2003 | Обсерваторія Галеакала      | NEAT                       |
| (128051) 2003 MT6                   | 2003 MT6             | 26 червня 2003 | Обсерваторія Галеакала      | NEAT                       |
| (128052) 2003 MW8                   | 2003 MW8             | 28 червня 2003 | Сокорро (Нью-Мексико)       | LINEAR                     |
| (128053) 2003 MB9                   | 2003 MB9             | 29 червня 2003 | Сокорро (Нью-Мексико)       | LINEAR                     |
| 128054 Ераніавне (Eranyavneh)       | 2003 MR9             | 28 червня 2003 | Обсерваторія Вайза          | Давид Полішук              |
| (128055) 2003 MM10                  | 2003 MM10            | 22 червня 2003 | Станція Андерсон-Меса       | LONEOS                     |
| (128056) 2003 MU12                  | 2003 MU12            | 30 червня 2003 | Сокорро (Нью-Мексико)       | LINEAR                     |
| (128057) 2003 NR                    | 2003 NR              | 1 липня 2003   | Обсерваторія Галеакала      | NEAT                       |
| (128058) 2003 NJ2                   | 2003 NJ2             | 3 липня 2003   | Обсерваторія Ріді-Крик      | Джон Бротон                |
| (128059) 2003 NW2                   | 2003 NW2             | 1 липня 2003   | Обсерваторія Галеакала      | NEAT                       |
| (128060) 2003 NJ3                   | 2003 NJ3             | 4 липня 2003   | Станція Андерсон-Меса       | LONEOS                     |
| (128061) 2003 NN3                   | 2003 NN3             | 2 липня 2003   | Обсерваторія Галеакала      | NEAT                       |
| 128062 Szrogh                       | 2003 NW5             | 6 липня 2003   | Обсерваторія Піскештето     | К. Сарнецкі, Бріґіта Шіпоч |
| (128063) 2003 NB8                   | 2003 NB8             | 8 липня 2003   | Паломарська обсерваторія    | NEAT                       |
| (128064) 2003 NK9                   | 2003 NK9             | 1 липня 2003   | Сокорро (Нью-Мексико)       | LINEAR                     |
| 128065 Бартбенджамін (Bartbenjamin) | 2003 OK              | 19 липня 2003  | Обсерваторія Дезерт-Мун     | Б. Стівенс                 |
| (128066) 2003 OM                    | 2003 OM              | 17 липня 2003  | Обсерваторія Ріді-Крик      | Джон Бротон                |
| (128067) 2003 OK4                   | 2003 OK4             | 22 липня 2003  | Станція Кампо Імператоре    | CINEOS                     |
| (128068) 2003 OT4                   | 2003 OT4             | 22 липня 2003  | Обсерваторія Галеакала      | NEAT                       |
| (128069) 2003 OF7                   | 2003 OF7             | 24 липня 2003  | Станція Кампо Імператоре    | CINEOS                     |
| (128070) 2003 OE8                   | 2003 OE8             | 25 липня 2003  | Обсерваторія Ріді-Крик      | Джон Бротон                |
| (128071) 2003 OS9                   | 2003 OS9             | 25 липня 2003  | Сокорро (Нью-Мексико)       | LINEAR                     |
| (128072) 2003 OV9                   | 2003 OV9             | 25 липня 2003  | Сокорро (Нью-Мексико)       | LINEAR                     |
| (128073) 2003 OQ10                  | 2003 OQ10            | 27 липня 2003  | Обсерваторія Ріді-Крик      | Джон Бротон                |
| (128074) 2003 OF13                  | 2003 OF13            | 27 липня 2003  | Обсерваторія Ріді-Крик      | Джон Бротон                |
| (128075) 2003 OW14                  | 2003 OW14            | 22 липня 2003  | Паломарська обсерваторія    | NEAT                       |
| (128076) 2003 OA15                  | 2003 OA15            | 22 липня 2003  | Паломарська обсерваторія    | NEAT                       |
| (128077) 2003 OS16                  | 2003 OS16            | 26 липня 2003  | Сокорро (Нью-Мексико)       | LINEAR                     |
| (128078) 2003 OE17                  | 2003 OE17            | 29 липня 2003  | Станція Кампо Імператоре    | CINEOS                     |
| (128079) 2003 OL17                  | 2003 OL17            | 29 липня 2003  | Станція Кампо Імператоре    | CINEOS                     |
| (128080) 2003 OQ20                  | 2003 OQ20            | 31 липня 2003  | Обсерваторія Ріді-Крик      | Джон Бротон                |
| (128081) 2003 OO21                  | 2003 OO21            | 29 липня 2003  | Обсерваторія Ріді-Крик      | Джон Бротон                |
| (128082) 2003 OS23                  | 2003 OS23            | 22 липня 2003  | Обсерваторія Галеакала      | NEAT                       |
| (128083) 2003 OJ26                  | 2003 OJ26            | 24 липня 2003  | Паломарська обсерваторія    | NEAT                       |
| (128084) 2003 OP29                  | 2003 OP29            | 24 липня 2003  | Паломарська обсерваторія    | NEAT                       |
| (128085) 2003 OT29                  | 2003 OT29            | 24 липня 2003  | Паломарська обсерваторія    | NEAT                       |
| (128086) 2003 OQ31                  | 2003 OQ31            | 30 липня 2003  | Станція Кампо Імператоре    | CINEOS                     |
| (128087) 2003 PH                    | 2003 PH              | 1 серпня 2003  | Обсерваторія Ріді-Крик      | Джон Бротон                |
| (128088) 2003 PL                    | 2003 PL              | 1 серпня 2003  | Обсерваторія Чрні Врх       | Юре Скварч                 |
| (128089) 2003 PG3                   | 2003 PG3             | 2 серпня 2003  | Обсерваторія Галеакала      | NEAT                       |
| (128090) 2003 PJ4                   | 2003 PJ4             | 2 серпня 2003  | Обсерваторія Ріді-Крик      | Джон Бротон                |
| (128091) 2003 PY5                   | 2003 PY5             | 1 серпня 2003  | Сокорро (Нью-Мексико)       | LINEAR                     |
| (128092) 2003 PJ6                   | 2003 PJ6             | 1 серпня 2003  | Сокорро (Нью-Мексико)       | LINEAR                     |
| (128093) 2003 PE7                   | 2003 PE7             | 1 серпня 2003  | Обсерваторія Галеакала      | NEAT                       |
| (128094) 2003 PT7                   | 2003 PT7             | 2 серпня 2003  | Обсерваторія Галеакала      | NEAT                       |
| (128095) 2003 PU7                   | 2003 PU7             | 2 серпня 2003  | Обсерваторія Галеакала      | NEAT                       |
| (128096) 2003 PZ7                   | 2003 PZ7             | 2 серпня 2003  | Обсерваторія Галеакала      | NEAT                       |
| (128097) 2003 PS8                   | 2003 PS8             | 4 серпня 2003  | Сокорро (Нью-Мексико)       | LINEAR                     |
| (128098) 2003 PX8                   | 2003 PX8             | 4 серпня 2003  | Сокорро (Нью-Мексико)       | LINEAR                     |
| (128099) 2003 PC9                   | 2003 PC9             | 4 серпня 2003  | Сокорро (Нью-Мексико)       | LINEAR                     |
| (128100) 2003 PY9                   | 2003 PY9             | 3 серпня 2003  | Обсерваторія Джорджа        | В. Діллон, Дж. Деллінджер  |